# هرانوش أرشيجيان
هرانوش أرشيجيان (بالأرمنية: Հերանոյշ (Նարգիզ) Արշակեան)، ( مواليد 28يوليو 1887 بالقسطنطينية، تركيا العثمانية- توفيت سنة 1905 بالقسطنطينية، الإمبراطورية العثمانية)، هي شاعرة أرمنية.

## حياتها
ولدت هرانوش أرشيجيان بمقاطعة ببشكتاش بالقسطنطينية سنة 1887، كان والدها هاكوب الذي توفي عندما كانت في الثالثة من العمر، ناشطا اجتماعيا بارزا في المجتمع الأرمني. عندما بلغت أرشيجيان العاشرة من العمر، دخلت للمدرسة الفرنسية للبنات باكر كوي، وبعد دراستها بها لمدة سنة ونصف، واصلت أرشيجيان دراستها بالمدرسة الأرمينية ماكروهيان، بمقاطعة بشكتاش.  كان معلمو أرشيجيان معجبين جدا بمقالاتها وكتاباتها ولكنها سرعان ما انقطعت عن الدراسة عندما اقترح عليها أطبائها العيش خارج المدينة. انتقلت أرشجيان لمزرعة في ضواحي ييديكول حيث استمدت الإلهام من البيئة الطبيعية. وخلال هذه الفترة بدأت أرشيجيان بكتابة الشعر. وكتبت في مذكراتها: «الحقول مخضرة، أستطيع أن أرى القسطنطينية من بعيد بضواحيها المتدفقة. وما وراءها من التلال والجبال المغطاة بالضباب، وبحر مرمره ذي الجمال الأخاذ، وتموجاته تحت أشعة الشمس الحارقة...» 

توفيت أرشيجيان في الثامنة عشر من عمرها، سنة 1905.

## أشعارها
كتبت هرانوش أرشيجيان سلسلة من القصائد الغنائية والروايات والقصص القصيرة والتي نشرت بعد وفاتها في صحيفة Tsaghig (زهرة) لهيقنوش مارك. وفي سنة 1910، قام هاندر نازاريانتز، الذي كان على اتصال دائم معها، بنشر كتاب عن حياتها وأعمالها في القسطنطينية.